# پرسی وایلد
پرسی وایلد (انگلیسی: Percy Wyld; ۷ ژوئن ۱۹۰۷ – ۱۹۷۲) دوچرخه‌سوار اهل بریتانیا بود.
وی در مسابقات کشوری و بین‌المللی در مجموع برندهٔ ۱ مدال برنز شده‌است.